# NCSM Crescent (R16)
Le NCSM Crescent ou HMCS Crescent en anglais est un destroyer de la classe C de la Marine royale canadienne.
Initialement construit pour la Royal Navy, elle accepte en janvier 1945 le transfert vers le Canada d'une flottille de destroyers de classe C en janvier 1945. Mais les navires ne sont pas encore construits et la capitulation du Japon met fin à la Seconde Guerre mondiale avant que l'un des huit destroyers fût bâti. À la fin, seulement deux sont transférés, le Crescent et le Crusader.

## Histoire
Le Crescent est assigné à la côte occidentale canadienne et arrive à Esquimalt en novembre 1945.
En avril 1948, de retour d'un exercice d'entraînement avec le croiseur Ontario, les navires tombent sur une mine flottante de la guerre. Le croiseur doit faire une manœuvre d'urgence tandis que le destroyer la détruit en tirant dessus. En octobre 1948, le Crescent rejoint l'Ontario, les destroyers Cayuga, Athabaskan et la frégate Antigonish pour aller à Pearl Harbor ; il s'agit alors du plus grand déploiement de la Marine royale canadienne d'après-guerre. Il fait des exercices d'entraînement jusqu'en février 1949 lorsqu'il est envoyé en Chine pour protéger les intérêts canadiens pendant la guerre civile chinoise. C'est le premier déploiement opérationnel d'une flottille canadienne depuis la fin de la Seconde Guerre mondiale. Le Crescent arrive à Shanghai le 26 février après une escale à Guam. Le Crescent est le premier navire canadien à entrer dans les eaux chinoises et va à Nankin en prenant le Yangzi Jiang le 11 mars.
Le 20 mars 1949, le Crescent est à Nankin. Le dernier contingent nationaliste est vaincu par les communistes depuis un mois. 83 hommes s'enferment dans le mess et refusent de sortir jusqu'à ce que le capitaine entende leurs griefs. Le capitaine agit avec une grande sensibilité pour désamorcer la crise, il entre dans le mess pour une discussion informelle avec les membres de l'équipage mécontents et évite soigneusement l'utilisation du terme de mutinerie qui pourrait avoir de graves conséquences juridiques pour les marins impliqués.
Ce cas est presque simultané à deux autres cas de désobéissance de masse dans d'autres navires canadiens à des endroits éloignés : l'Athabaskan à Manzanillo (Mexique) et le porte-avions Magnificent dans la mer des Caraïbes. Dans ces deux autres cas, les capitaines respectifs agissent de la même manière similaire que leur camarade à bord du Crescent. Le 23 mars, le destroyer est remplacé par le Consort et va à Hong Kong. Le navire reste en Chine jusqu'en mai puis revient au Canada. En novembre 1949, le Crescent est mis en réserve. En 1950, le destroyer va servir de navire d'entraînement sur la côte orientale et son équipage est dissout.
En mai 1951, le Crescent, La Hulloise et le Swansea vont au Royaume-Uni pour un exercice d'entraînement. En mai 1952, les mêmes navires s'entraînent à Gibraltar et dans la côte d’Azur. Le Crescent et La Hulloise repartent d'Europe en août et en décembre, ils vont à Cuba pour un entraînement dans la mer des Caraïbes.
En 1953, Crescent subit une conversion en destroyer d'escorte. Il est modernisé pour se battre contre les sous-marins et servir une escorte rapide, similaire à celle des frégates type 15 (en) de la Royal Navy. La superstructure est prolongée à l'arrière et le pont est modifié. La moitié de son armement de frappe est remplacé par un sonar, un mortier anti-sous-marin Mark 10 et des torpilles. Le projet est considéré comme la plus grande opération entreprise par un chantier naval canadien. Pendant sa rénovation, le Crescent est affecté à la deuxième escadre d'escorte canadienne le 1er janvier 1955. Le navire revient le 31 octobre 1955 pour trois mois d'essais maritimes étendus. En 1959, il sert à la mise au point d'un nouveau sonar.
Le Crescent sert à la prévention anti-sous-marine à Victoria (Colombie-Britannique). Il est amené à Taiwan en 1971 pour la démolition.